# Olimpijska reprezentacja uchodźców na Letnich Igrzyskach Olimpijskich 2016
Reprezentacja uchodźców na XXXI Letnich Igrzysk Olimpijskich w Rio de Janeiro składała się z 10 zawodników pochodzących z 4 krajów, rywalizujących w 3 dyscyplinach. Był to debiut olimpijskiej reprezentacji uchodźców na letnich igrzyskach olimpijskich. Chorążym została wybrana Rose Nathike Lokonyen (bieg na 800 m kobiet).

## Skład
| Sportowiec        | Kraj pochodzenia              | Kraj zamieszkania | Dyscyplina    | Konkurencja                      |
| ----------------- | ----------------------------- | ----------------- | ------------- | -------------------------------- |
| James Chiengjiek  | Sudan Południowy              | Kenia             | Lekkoatletyka | Bieg na 400 m mężczyzn           |
| Yiech Biel        | Sudan Południowy              | Kenia             | Lekkoatletyka | Bieg na 800 m mężczyzn           |
| Paulo Lokoro      | Sudan Południowy              | Kenia             | Lekkoatletyka | Bieg na 1500 m mężczyzn          |
| Yonas Kinde       | Etiopia                       | Luksemburg        | Lekkoatletyka | Maraton mężczyzn                 |
| Popole Misenga    | Demokratyczna Republika Konga | Brazylia          | Judo          | do 90 kg mężczyzn                |
| Rami Anis         | Syria                         | Belgia            | Pływanie      | 100 m stylem motylkowym mężczyzn |
| Rose Lokonyen     | Sudan Południowy              | Kenia             | Lekkoatletyka | Bieg na 800 m kobiet             |
| Anjelina Lohalith | Sudan Południowy              | Kenia             | Lekkoatletyka | Bieg na 1500 m kobiet            |
| Yolande Mabika    | Demokratyczna Republika Konga | Brazylia          | Judo          | do 70 kg kobiet                  |
| Yusra Mardini     | Syria                         | Niemcy            | Pływanie      | 100 m stylem dowolnym kobiet     |

## Reprezentanci

### Pływanie
| Zawodnik      | Konkurencja                      | Eliminacje | Eliminacje | Półfinał | Półfinał | Finał | Finał   | Pozycja |
| Zawodnik      | Konkurencja                      | Czas       | Miejsce    | Czas     | Miejsce  | Czas  | Miejsce | Pozycja |
| ------------- | -------------------------------- | ---------- | ---------- | -------- | -------- | ----- | ------- | ------- |
| Rami Anis     | 100 m stylem motylkowym mężczyzn | 1:09,21    | 41.        | NQ       | NQ       | NQ    | NQ      | 41.     |
| Yusra Mardini | 100 m stylem dowolnym kobiet     | 1:04,66    | 45.        | NQ       | NQ       | NQ    | NQ      | 45.     |

### Lekkoatletyka
| Zawodnik          | Konkurencja             | Runda 1  | Runda 1 | Runda 2  | Runda 2 | Półfinał | Półfinał | Finał    | Finał   | Pozycja |
| Zawodnik          | Konkurencja             | Rezultat | Pozycja | Rezultat | Pozycja | Rezultat | Pozycja  | Rezultat | Pozycja | Pozycja |
| ----------------- | ----------------------- | -------- | ------- | -------- | ------- | -------- | -------- | -------- | ------- | ------- |
| Yonas Kinde       | Maraton mężczyzn        | —        | —       | —        | —       | —        | —        | 2:24:08  | 90.     | 90.     |
| Paulo Lokoro      | Bieg na 1500 m mężczyzn | 4:03,96  | 39.     | —        | —       | NQ       | NQ       | NQ       | NQ      | 39.     |
| James Chiengjiek  | Bieg na 400 m mężczyzn  | 52,89    | 50.     | —        | —       | NQ       | NQ       | NQ       | NQ      | 50.     |
| Anjelina Lohalith | Bieg na 1500 m kobiet   | 4:47,38  | 40.     | —        | —       | NQ       | NQ       | NQ       | NQ      | 40.     |
| Yiech Biel        | Bieg na 800 m mężczyzn  | 1:54,67  | 54.     | —        | —       | NQ       | NQ       | NQ       | NQ      | 54.     |
| Rose Lokonyen     | Bieg na 800 m kobiet    | 2:16,64  | 61.     | —        | —       | NQ       | NQ       | NQ       | NQ      | 61.     |

### Judo
| Zawodnik       | Konkurencja     | 1/16                   | 1/8                     | Ćwierćfinały     | Półfinały        | Repesaż 1        | Repesaż 2        | Repesaż 3        | Finał            | Finał   |
| Zawodnik       | Konkurencja     | Przeciwnik wynik       | Przeciwnik wynik        | Przeciwnik wynik | Przeciwnik wynik | Przeciwnik wynik | Przeciwnik wynik | Przeciwnik wynik | Przeciwnik wynik | Pozycja |
| -------------- | --------------- | ---------------------- | ----------------------- | ---------------- | ---------------- | ---------------- | ---------------- | ---------------- | ---------------- | ------- |
| Popole Misenga | −90 kg mężczyzn | Avtar Singh W 001-000  | Gwak Dong-han P 000-100 | NQ               | NQ               | NQ               | NQ               | NQ               | NQ               | 9.-16.  |
| Yolande Mabika | −70 kg kobiet   | Linda Bolder P 000-110 | NQ                      | NQ               | NQ               | NQ               | NQ               | NQ               | NQ               | 17.-24. |